# Rattus hainaldi
Rattus hainaldi — один з видів гризунів роду пацюків (Rattus).

## Поширення
Цей вид живе тільки на острові Флорес (Індонезія). Типова місцевість знаходиться на висоті 1300 м, ймовірно, висота проживання виду від 1000 до 2000 м. Живе в гірських лісах, як первинних, так і порушених.

## Морфологічні особливості
Маленький гризун завдовжки 133,4 мм, хвіст — 161,1 мм, стопа — 29,5 мм, вухо — 21,1 мм. Вага досягає 81 грама.

## Зовнішність
Хутро довге і м'яке. Верхні частини коричнево-оранжеві, з темно-коричневими відблисками, тоді як нижні — кремово-білі. Задня частина ніг біла. Вуха помірно довгі, круглі та вкриті дрібними сіруватими волосками. Хвіст довший, ніж голова і тіло, зверху сіруватий, внизу світліший, покритий 10-16 лусковими кільцями на сантиметр.

## Загрози та охорона
Ймовірною загрозою є втрата середовища проживання, особливо від 1000 до 1500 м. Присутній у англ. Rutong Protection Forest.